# Arthroleptis
Arthroleptis là một chi động vật lưỡng cư trong họ Arthroleptidae, thuộc bộ Anura. Chi này có 50 loài và 16% bị đe dọa hoặc tuyệt chủng.

## Các loài
- Arthroleptis adelphus [PERRET, 1966]
- Arthroleptis adolfifriederici [NIEDEN, 1911]
- Arthroleptis affinis [AHL, 1939]
- Arthroleptis anotis
- Arthroleptis aureoli
- Arthroleptis bioko [BLACKBURN, 2010]
- Arthroleptis bivittatus [MÜLLER, 1885]
- Arthroleptis brevipes [AHL, 1924]
- Arthroleptis carquejai [FERREIRA, 1906]
- Arthroleptis crusculum [ANGEL, 1950]
- Arthroleptis discodactylus
- Arthroleptis fichika [BLACKBURN, 2009]
- Arthroleptis formosus [RÖDEL, KOUAMÉ, DOUMBIA & SANDBERGER, 2011]
- Arthroleptis francei [LOVERIDGE, 1953]
- Arthroleptis hematogaster [LAURENT, 1954]
- Arthroleptis kidogo [BLACKBURN, 2009]
- Arthroleptis krokosua [ERNST, AGYEI & RÖDEL, 2008]
- Arthroleptis kutogundua [BLACKBURN, 2012]
- Arthroleptis lameerei [WITTE, 1921]
- Arthroleptis langeri [RÖDEL, DOUMBIA, JOHNSON & HILLERS, 2009]
- Arthroleptis lonnbergi [NIEDEN, 1915]
- Arthroleptis loveridgei [WITTE, 1933]
- Arthroleptis mossoensis [LAURENT, 1954]
- Arthroleptis nguruensis [POYNTON, MENEGON & LOADER, 2009]
- Arthroleptis nikeae [POYNTON, 2003]
- Arthroleptis nimbaensis [ANGEL, 1950]
- Arthroleptis nlonakoensis [PLATH, HERRMANN & BÖHME, 2008]
- Arthroleptis palava [BLACKBURN, GVOZDIK & LEACHÉ, 2010]
- Arthroleptis perreti [BLACKBURN, GONWOUO, ERNST & RÖDEL, 2009]
- Arthroleptis phrynoides [LAURENT, 1976]
- Arthroleptis poecilonotus [PETERS, 1863]
- Arthroleptis pyrrhoscelis [LAURENT, 1952]
- Arthroleptis reichei [NIEDEN, 1911]
- Arthroleptis schubotzi [NIEDEN, 1911]
- Arthroleptis spinalis [BOULENGER, 1919]
- Arthroleptis stenodactylus [PFEFFER, 1893]
- Arthroleptis stridens [PICKERSGILL, 2007]
- Arthroleptis sylvaticus [LAURENT, 1954]
- Arthroleptis taeniatus [BOULENGER, 1906]
- Arthroleptis tanneri [GRANDISON, 1983]
- Arthroleptis troglodytes [POYNTON, 1963]
- Arthroleptis tuberosus [ANDERSSON, 1905]
- Arthroleptis variabilis [MATSCHIE, 1893]
- Arthroleptis vercammeni [LAURENT, 1954]
- Arthroleptis wahlbergii [SMITH, 1849]
- Arthroleptis xenochirus [BOULENGER, 1905]
- Arthroleptis xenodactyloides [HEWITT, 1933]
- Arthroleptis xenodactylus [BOULENGER, 1909]
- Arthroleptis zimmeri [AHL, 1925]
- Arthroleptis wageri

## Hình ảnh

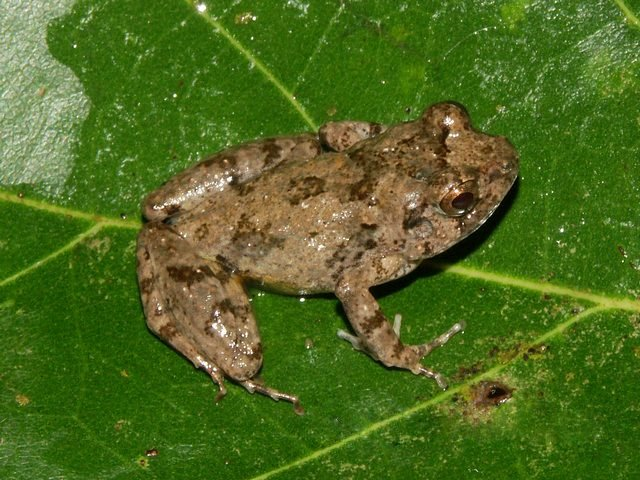